# Acetylacetonát platnatý
Acetylacetonát platnatý, zkráceně Pt(acac)2, je platnatý komplex s acetylacetonátovými (acac) ligandy, patřící mezi acetylacetonáty kovů. Tato žlutě zbarvená pevná látka má, jak bylo zjištěno rentgenovou krystalografií, čtvercově rovinné Pt centrum.
Používá se na přípravu platinových katalyzátorů.

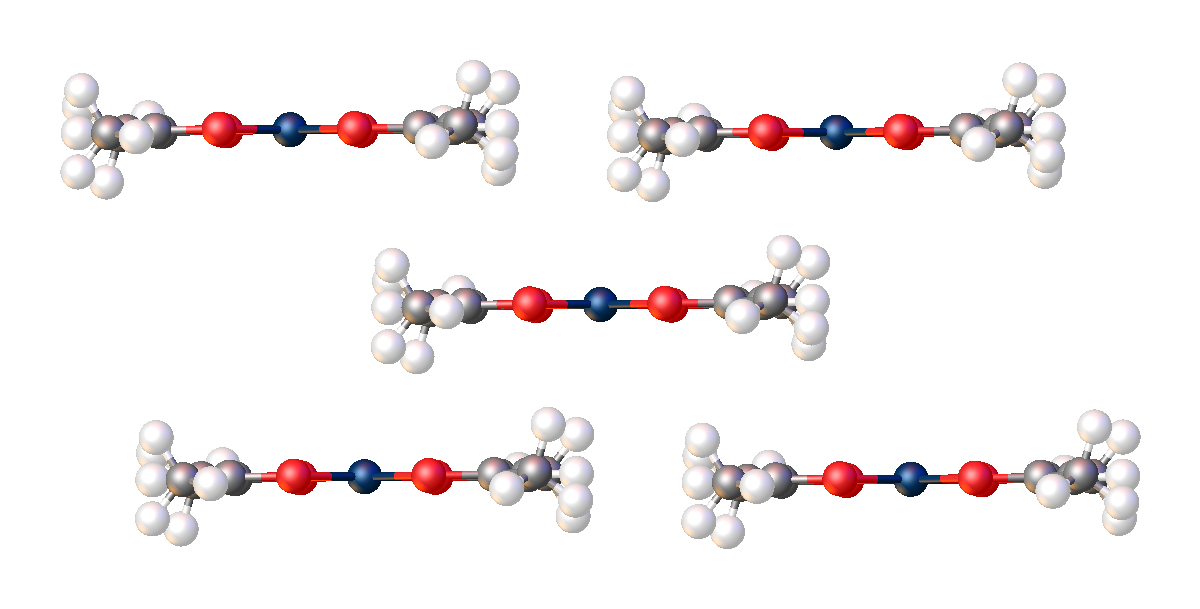
Uspořádání molekul Pt(acac)_{2} v krystalu

Pt(acac)2 se připravuje reakcí platnatého aquakomplexu [Pt(H2O)4]2+ s acetylacetonem.